# Métro d'Uijeongbu
Le métro d'Uijeongbu (의정부경전철; Uijeongbu-Gyeongjeoncheol ; litt. métro léger d'Uijeongbu) est un système de métro de type VAL desservant Uijeongbu, ville située dans la banlieue nord de Séoul, en Corée du Sud. Une première ligne, baptisée « ligne U », comprenant 11,3 km et 16 stations, construite entièrement sur viaduc, est mise en service commercial le 1er juillet 2012,. Elle est interconnectée à la ligne 1 du métro de Séoul au niveau de la station Hoeryong.

## Situation sur le réseau

Plan du réseau du métro de Séoul (2023)

## Histoire

### Chronologie
- Décembre 1995 - Planification initiale;
- Août 2004 - Le consortium GS Construction est choisi;
- Octobre 2005 - Création de la société d'exploitation;
- Juillet 2007 - Cérémonie d'inauguration de la construction;
- Août 2007- Début de la construction;
- Été 2011 - Achèvement de la totalité du tracé;
- Automne 2011 - Achèvement de la signalisation;
- Février à Juin 2012 - Test du système
- 29 et 30 2012 - Trajets gratuits avant l'ouverture officielle;
- 1er juillet 2012 - Début du service commercial[3];
- 6 décembre 2014 - Incorporation dans le tarif unitaire métropolitain permettant des transferts vers d'autres lignes de métro et de bus;
- 30 octobre 2021 - ouverture d'une extension de 800 m avec une nouvelle station temporaire à quai central[3].

### Construction
La première ligne du métro d'Uijeongbu est réalisée dans le cadre d'un partenariat public-privé par un consortium mené par le groupe de BTP sud-coréen GS, allié à Siemens. Le contrat est estimé à plus de 400 millions d’euros dont 153 pour Siemens France (qui rassemble les compétences de Siemens en matière de métro automatique), qui a réalisé l’ingénierie globale, et fournit l’ensemble des automatismes de conduite, le poste de commande centralisé, les équipements de voies, les équipements du garage-atelier ainsi que les rames.
Systra participe également au capital de la société concessionnaire à hauteur de 5 %, a assuré le management du projet depuis fin 2006 et conçu le viaduc en forme de U qui limite notamment l’emprise de la ligne.

Vues du métro d'Uijeongbu
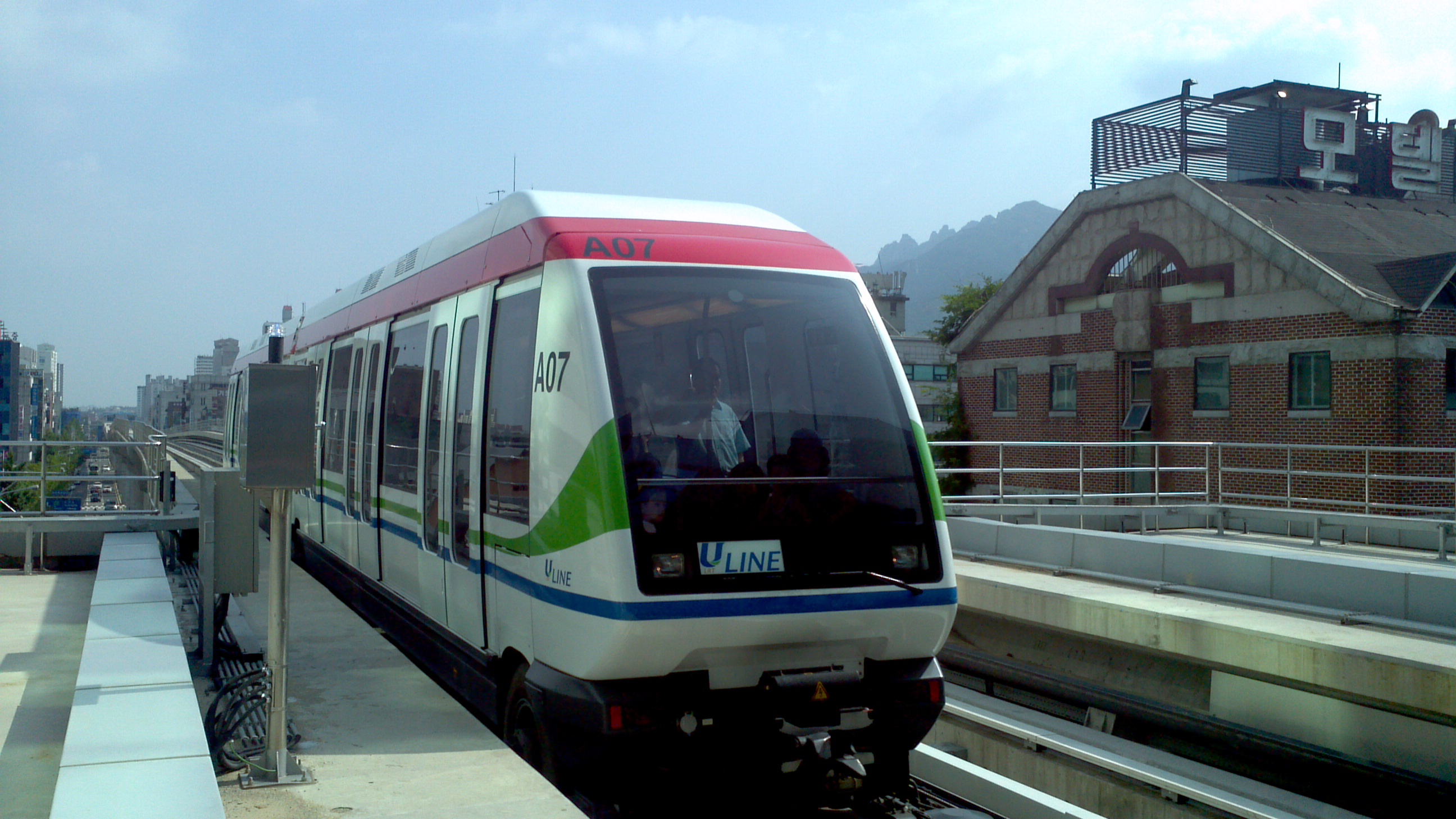
2012.
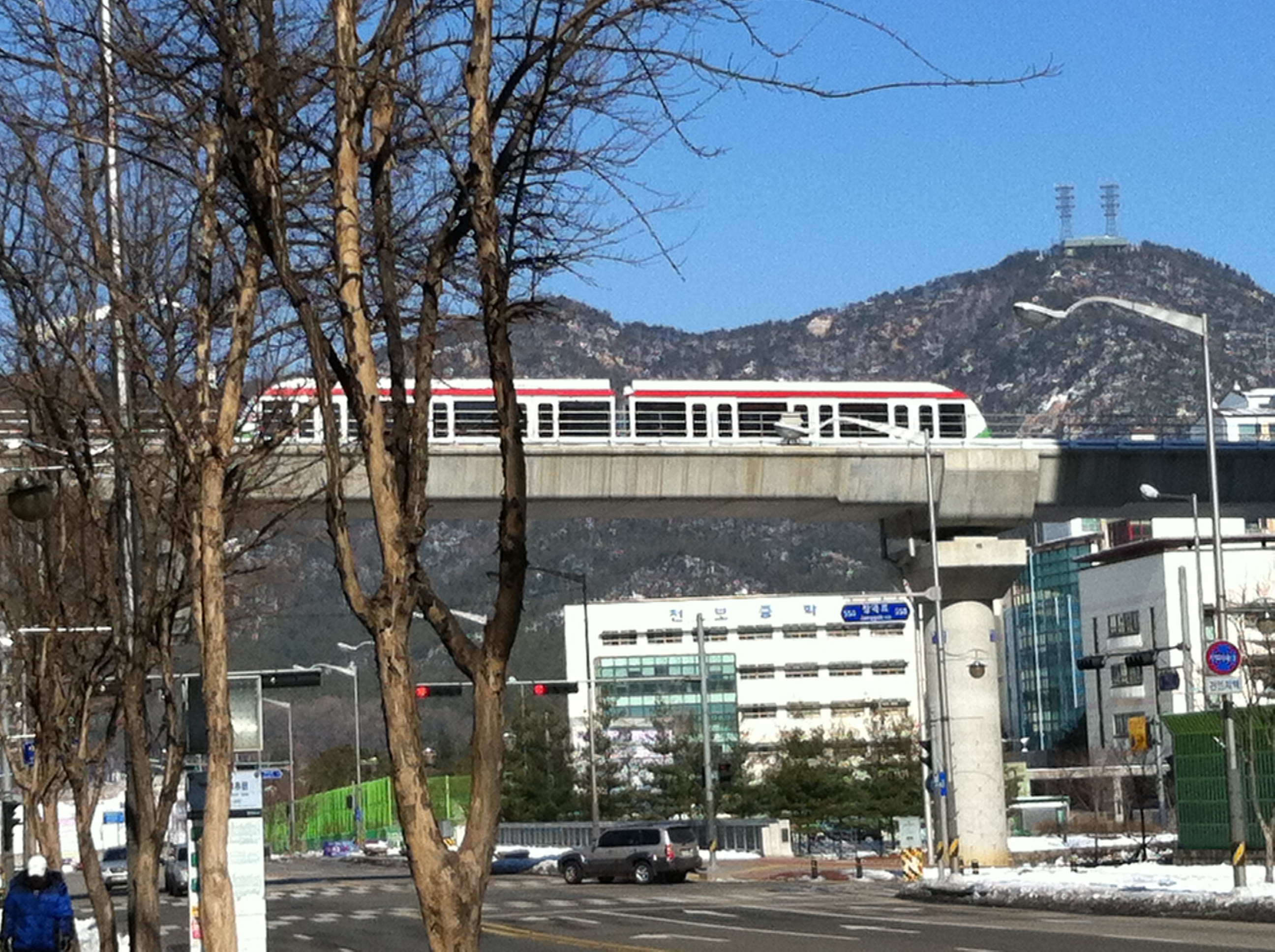
2013.
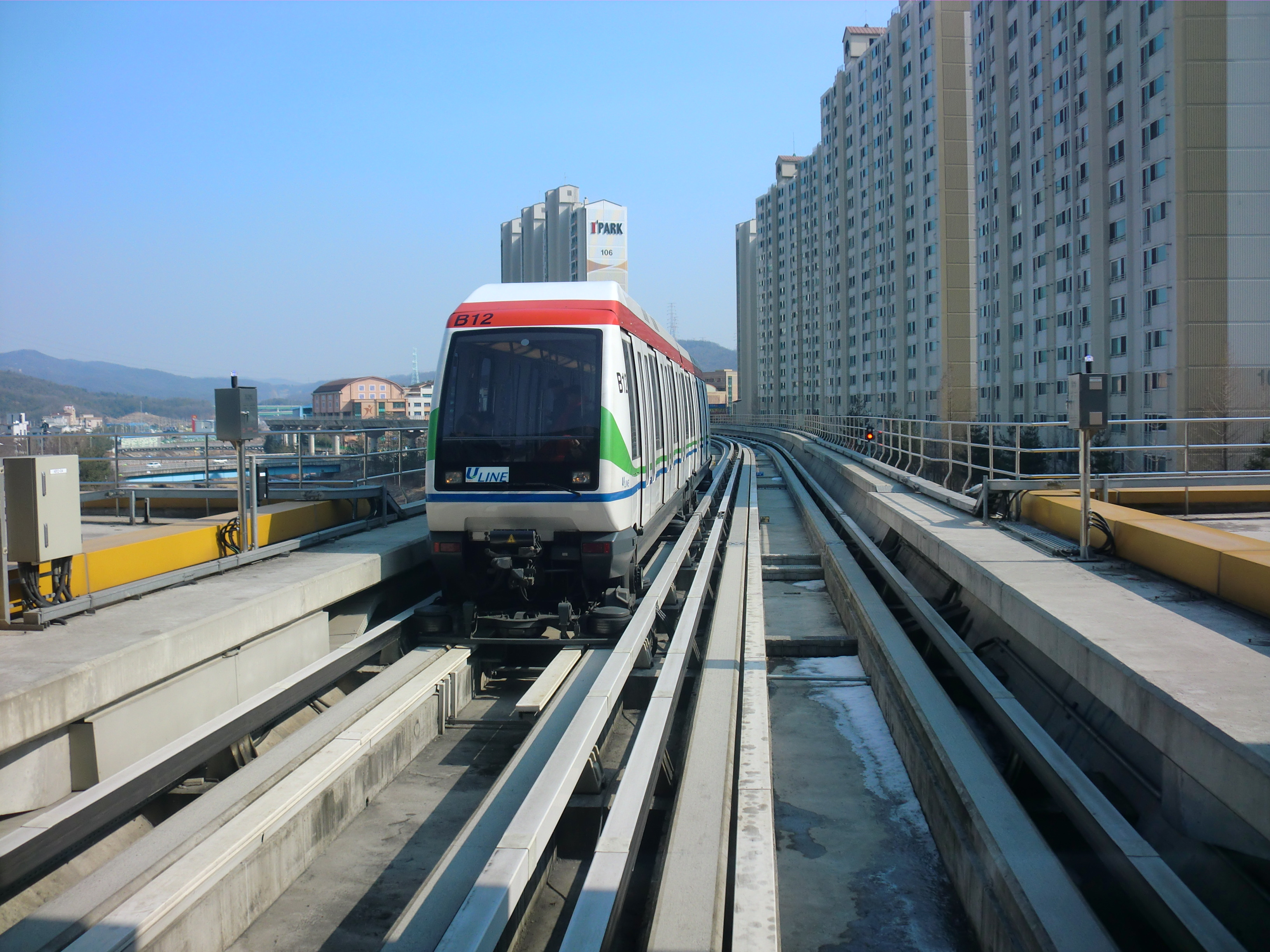
2014.

## Infrastructure

### Ligne et réseau
L'unique ligne, dite ligne U, du métro d'Uijeongbu est en correspondance avec le réseau du métro de Séoul par la ligne 1.

### Stations
Il y a 16 stations au total. Il n'y a pas de station numérotée U116.
| Code | Station                                            | Correspondance | Distance en km | Distance cumulée | Ville     | Province |  |
| ---- | -------------------------------------------------- | -------------- | -------------- | ---------------- | --------- | -------- |  |
|      |                                                    |                |                |                  |           |          |  |
| U110 | Balgok                                             |                | ---            | 0.0              | Uijeongbu | Gyeonggi |  |
| U111 | Hoeryong                                           |                | 0,8            | 0,8              | Uijeongbu | Gyeonggi |  |
| U112 | Beomgol                                            |                | 0,6            | 1,4              | Uijeongbu | Gyeonggi |  |
| U113 | LRT Uijeongbu                                      |                | 1,0            | 2,4              | Uijeongbu | Gyeonggi |  |
| U114 | Mairie d'Uijeongbu                                 |                | 0,9            | 3,3              | Uijeongbu | Gyeonggi |  |
| U115 | Heungseo                                           |                | 0,6            | 3,9              | Uijeongbu | Gyeonggi |  |
| U117 | Uijeongbu Jungang                                  |                | 1,1            | 5,0              | Uijeongbu | Gyeonggi |  |
| U118 | Dong-o                                             |                | 0,7            | 5,7              | Uijeongbu | Gyeonggi |  |
| U119 | Saemal                                             |                | 0,8            | 6,5              | Uijeongbu | Gyeonggi |  |
| U120 | Bureau nord du gouvernement provincial du Gyeonggi |                | 0,6            | 7,2              | Uijeongbu | Gyeonggi |  |
| U121 | Hyoja                                              |                | 0,6            | 7,8              | Uijeongbu | Gyeonggi |  |
| U122 | Gonjae                                             |                | 0,8            | 8,6              | Uijeongbu | Gyeonggi |  |
| U123 | Eoryong                                            |                | 0,9            | 9,5              | Uijeongbu | Gyeonggi |  |
| U124 | Songsan                                            |                | 0,6            | 10,1             | Uijeongbu | Gyeonggi |  |
| U125 | Tapseok                                            |                | 0,5            | 10,6             | Uijeongbu | Gyeonggi |  |
| U126 | Plateforme temporaire de dépôt de véhicules        |                | 0,8            | 11,3             | Uijeongbu | Gyeonggi |  |
|      |                                                    |                |                |                  |           |          |  |

### Signalisation
Bien qu'automatique, la ligne dispose d'une signalisation lumineuse utilisée notamment en cas de conduite manuelle à vue.

## Exploitation

### Circulations
Le métro d'Uijeongbu circule de 5 heures à minuit trente avec un intervalle de 205 secondes en heure de pointe. Il sera réduit à 145 secondes à l'horizon 2016, nécessitant l'achat de quatre rames supplémentaires.

### Matériel roulant
Le métro d'Uijeongbu est équipé de 15 rames du type VAL 208 NG construites par Siemens dans son usine de Vienne, en Autriche,. Les rames disposent d'une climatisation, une première pour le VAL 208 NG.
| Numéros | Composition       | Modèle     | Mise en service | Retrait | Particularités |
| ------- | ----------------- | ---------- | --------------- | ------- | -------------- |
| 01-15   | A01-B01 à A15-B15 | VAL 208 NG | 2012            | -       | -              |